# Calliphora macleayi
Calliphora macleayi är en tvåvingeart som beskrevs av Malloch 1927. Calliphora macleayi ingår i släktet Calliphora och familjen spyflugor. Inga underarter finns listade i Catalogue of Life.